# Polixènides
Polixènides (en llatí Polyxenidas, en grec antic Πολυξενίδας) fou un militar rodi.
Desterrat del seu país va entrar al servei d'Antíoc III el Gran i l'any 209 aC dirigia un cos mercenari cretenc en l'expedició del rei sirià a Hircània, segons diu Polibi. El 192 aC, en esclatar la guerra amb Roma, va dirigir la flota selèucida. Va cooperar amb Mènip en la conquesta de Calcis i després el rei el va enviar a Àsia per reunir més tropes durant l'hivern.
No apareix mencionat a la campanya del 191 aC però després de la derrota selèucida a la Batalla de les Termòpiles va ser nomenat altre cop almirall de la flota principal del rei a la costa de Jònia. Assabentat de l'arribada del pretor Gai Livi Salinàtor a Delos, va recomanar lliurar batalla sense esperar abans que la flota romana es pogués unir amb la de Pèrgam i la de Rodes. Es va seguir el seu consell, però massa tard per evitar la unió de les flotes enemigues. Polixènides va presentar batalla però va ser derrotat per la superiorat en vaixells dels romans i els seus aliats, i tretze de les seves naus van resultar capturades i deu més enfonsades a la batalla de Còricos. Polixènides es va refugiar al port d'Efes, segons Titus Livi i Appià.
Allí va passar l'hivern preparant-se per reprendre la guerra a la primavera del 190 aC i va planejar atacar per sorpresa als vaixells de Pausístrat que dirigia la flota ròdia abans que es pogués unir a la flota romana. Va fingir negociacions per la retirada de la flota selèucida i sobtadament va atacar als rodis i els va destruir; llavors es va dirigir a Samos per atacar a la flota romana i de Pèrgam però una tempesta va impedir l'enfrontament i va tornar a Efes.
Llavors Livi, reforçat amb uns 20 vaixells rodis dirigits per Eudem, va buscar la batalla amb Polixènides però aquest va refusar el combat; una mica després Luci Emili Règil va succeir a Livi al capdavant de la flota romana, va intentar fer-lo sortir d'Efes però no ho va aconseguir.
Una mica després la flota de Pèrgam va ser enviada a l'Hel·lespont mentre la flota ròdia romania aturada a Lícia, i Polixènides va decidir atacar a la flota romana; la batalla es va lliurar a Mionessos prop de Teos, i Polixènides en va sortir derrotat perdent 42 vaixells, podent retirar-se amb la resta cap a Efes. Aquí va romandre fins que rebre notícies de la derrota final selèucida a Magnèsia del Sipilos, i llavors es va retirar a Patara a Lícia i després a Síria. Posteriorment ja no torna a ser esmentat.